# Никитин, Константин Николаевич
Константин Николаевич Никитин — советский хозяйственный, государственный и политический деятель.

## Биография
Родился в 1918 году в селе Александровском. Член КПСС.
Образование высшее (окончил Новочеркасский индустриальный институт)
Участник Великой Отечественной войны в составе 443-го авиационного полка дальней авиации.
С 1947 года — на хозяйственной, общественной и политической работе.
До 1953 года — инженер в тресте «Сельэлектро», главный энергетик, директор Пятигорского филиала Государственного института по проектированию сельской электрификации «Гипросельэлектро».
- В 1953—1961 гг. — второй секретарь Пятигорского горкома КПСС, председатель Пятигорского горисполкома.[1]
- В 1961—1962 гг. — первый секретарь Пятигорского горкома КПСС.[1]
- В 1962—1965 гг. — второй секретарь Ставропольского промышленного крайкома КПСС.[1]
- В 1965—1966 гг. — первый секретарь Ставропольского горкома КПСС.[1]
- В 1966—1980 гг. — секретарь Ставропольского крайкома КПСС по промышленности и транспорту.[1]

C 1980 года — персональный пенсионер.
Делегат XXII и XXIII съезда КПСС.
Жил в Ставрополе.